# Jacques Léglise Trophy
De Jacques Leglise Trophy is een internationaal, 2-daags golftoernooi voor amateurs tot 18 jaar. Een Brits/Iers team speelt tegen een Europees continentaal team. Het toernooi is vergelijkbaar met de St Andrews Trophy voor amateurs (heren) en de Seve Trophy voor professionals.
De eerste editie van dit toernooi was in 1958. De organisatie en teamselectie is in handen van de R&A en de EGA. Omdat steeds het Brits/Ierse team won, werd het in 1966 gestopt. In 1977 is men opnieuw gestart, en in 1978 stelde de Golf de Chantilly een nieuwe beker beschikbaar ter herinnering aan Jacques Leglise, een groot amateur en organisator van golftoernooien. Sindsdien is de uitslag niet meer zo vanzelfsprekend. Sinds 1998 wordt het toernooi ook af en toe buiten het Verenigd Koninkrijk gespeeld.
| Jaar                                   | Baan                                         | Winnaar                                         | Stand     | Verliezer                                       | Brits team | Continentaal team |
| -------------------------------------- | -------------------------------------------- | ----------------------------------------------- | --------- | ----------------------------------------------- | --- | --- |
| 2013                                   | Royal St David's Golf Club                   | Vlag van Verenigd Koninkrijk · Vlag van Ierland | 15 - 9    | Vlag van Europa                                 | Ben Amor Robin Dawson Ewen Ferguson Robert MacIntyre Bradley Moore Bradley Neil Marco Penge Connor Syme Ashton Turner (cpt)                                 | Ivan Cantero Paul Elissalde Dominic Foos Mario Galiano Michael Hirmer Romain Langasque Nicolas Manifacier Renato Paratore Kristoffer Ventura Miguel F de Sousa (cpt)               |
| 2012                                   | Portmarnock Golf Club, Dublin                | Vlag van Europa                                 | 13½ - 10½ | Vlag van Verenigd Koninkrijk · Vlag van Ierland | Harry Ellis Matthew Fitzpatrick Alex Gleeson Patrick Kelly Gavin Moynihan Bradley Neil Max Orrin Toby Tree Ashton Turner                                    | Giulio Castagnara Dominic Foos Mario Galiano Romain Langasque Renato Panatore Hannes Ronneblad Mathias Schwab Kenny Subregis Victor Tarnstrom                                      |
| 2011                                   | Portmarnock Golf Club, Dublin                | Vlag van Verenigd Koninkrijk · Vlag van Ierland | 14½ - 9½  | Vlag van Europa                                 | David Boote, captain Harrison Greenberry Gary Hurley Nathan Kimsey Paul Kinnear Dermot McElroy Gavin Moynihan Callum Shinkwin Toby Tree                     | Gerald Stangl, n.p.captain Thomas Detry Robin Goger Florian Loutre Gonçalo Pinto Jon Rahm Maxililian Rottluff Kristoffer Ventura Javier Saintz Kenny Subregis                      |
| 2010                                   | Castelconturbia                              | Vlag van Europa                                 | 15½ - 8½  | Vlag van Verenigd Koninkrijk · Vlag van Ierland | James Burnett Adam Carson Paul Dunne Grant Forrest Scott Gibson Paul Lockwood Chris Lloyd Dermot McElroy Rhys Pugh, captain                                 | Thomas Detry Stanislas Gautier Domenico Geminiani Kristian K Johannesen Moritz Lampert Markus Maukner Adrian Otaegui Thomas Pieters Thomas Sorensen Gerald Stangl – n/p captain    |
| 2009                                   | Ganton Golf Club, Ganton                     | Vlag van Verenigd Koninkrijk · Vlag van Ierland | 19 - 5    | Vlag van Europa                                 | Paul Dunne, captain. Jonathan Bell Adam Carson Sebastian Crookall-Nixon Tom Lewis Chris Lloyd Eddie Pepperell Paul Shields Max Smith                        | Lucas Bjerregaard Emilio Cuartero Pedro Figueiredo Toni Hakula Robin Kind Moritz Lampert Maximilian Röhrig Kasper Sorensen Romain Wattel Andreas Pallauf, n/p captain.             |
| 2008                                   | Kingsbarns, St Andrews                       | Vlag van Verenigd Koninkrijk · Vlag van Ierland | 14 - 10   | Vlag van Europa                                 | Alan Dunbar Ben Enoch Tommy Fleetwood Stiggy Hodgson Gary King Luke Lennox Tom Lewis Eddie Pepperell Michael Stewart                                        | Emilio Cuartero Daniel Jennevret Maximilian Kieffer Fredrik Kollevold Matteo Manassero Carlos Pigem Kasper Sorensen Cristiano Terragni Romain Wattel Andreas Pallauf, n/p captain. |
| 2007                                   | Notts Golf Club, Nottinghamshire             | Vlag van Verenigd Koninkrijk · Vlag van Ierland | 13½ - 10½ | Vlag van Europa                                 | James Byrne Paul Cutler Tommy Fleetwood Fraser Fotheringham Matt Haines Stiggy Hodgson Andrew Johnston Eddie Pepperell Michael Stewart Jack Hiluta, captain | Nikolaj Aagaard Edouard Dubois Sean Einhaus Pedro Figueiredo Maximilian Kieffer Daniel Løkke Matteo Manassero Christiano Terragni Floris de Vries Andreas Pallauf, n/p captain     |
| 2006                                   | Marienbad Royal Golf Club Tsjechië           | Vlag van Europa                                 | 19½ - 4½  | Vlag van Verenigd Koninkrijk · Vlag van Ierland | Neil Kearny Matthew Nixon Adam Runcie | Björn Åkesson Victor Dubuisson Pedro Figueiredo Luis Garcia Del Moral Jesper Kennegard Anders Kristiansen Andrea Pavan Tim Sluiter Marius Thorpe Andreas Pallauf, n/p captain      |
| 2005                                   | Royal Porthcawl, Wales                       | Vlag van Europa                                 | 14 - 10   | Vlag van Verenigd Koninkrijk · Vlag van Ierland | Matthew Evans Zav Gould Tom Haylock Steven McEwan Tom Sherreard Mark Trow Simon Ward Danny Willett Scott Henry, captain                                     | Tristan Bierenbroodpot Nicklas Glans Jesper Kennegard Kajetan Kromer Luis Garcia Del Moral Andrea Pavan Tim Sluiter Marius Thorp Floris de Vries Andreas Pallauf, n/p captain      |
| 2004                                   | Nairn, Schotland                             | Vlag van Verenigd Koninkrijk · Vlag van Ierland | 14½ - 9½  | Vlag van Europa                                 | Matthew Baldwin Gary Boyd Jordan Findlay Zac Gould Scott Henry Aaron O'Callaghan Paul O'Hara John Parry Cian McNamara. captain                              | Xavier Feyaerts Peter Meldgaard Peter-Max Hamm Andrea Pavan Wouter de Vries Knut Børsheim Gonzalo Berlin Jorge Campillo Lluis Garcia Del Moral Nicolas Sulzer, captain             |
| 2003                                   | Lahinch, Ierland                             | Vlag van Verenigd Koninkrijk · Vlag van Ierland | 16½ - 7½  | Vlag van Europa                                 | Lloyd Saltman Paul Waring | Lorenzo Gagli Michaël Lorenzo-Vera Pablo Martín Bernd Wiesberger |
| 2002                                   | Lausanne Golf Club                           | Vlag van Verenigd Koninkrijk · Vlag van Ierland | 14 - 10   | Vlag van Europa                                 | Matt Richardson Paul Waring | Antti Ahokas Carlos Del Moral Gonzalo Fernández-Castaño Oscar Florén Michaël Lorenzo-Vera Pablo Martín                                                                             |
| 2001                                   | Golf de Chantilly                            | Vlag van Europa                                 | 16 - 8    | Vlag van Verenigd Koninkrijk · Vlag van Ierland | James Heath | Joachim Fourquet Raphaël de Sousa |
| 2000                                   | Turnberry Golf Club, Alisa Course, Schotland | Vlag van Verenigd Koninkrijk · Vlag van Ierland | 16 - 8    | Vlag van Europa                                 | Zane Scotland | Alexander Norén Raphaël de Sousa |
| 1999                                   | Burnham & Berrow, Engeland                   | Vlag van Verenigd Koninkrijk · Vlag van Ierland | 15 - 9    | Vlag van Europa                                 | Nick Dougherty David Price Zane Scotland | Nicolas Colsaerts Mikko Korhonen Roberto Paolillo Stefano Reale Raphaël de Sousa                                                                                                   |
| 1998                                   | Villa d’Este, Italië                         | Vlag van Verenigd Koninkrijk · Vlag van Ierland | 14 - 10   | Vlag van Europa                                 | Nick Dougherty Justin Rose | Nicolas Colsaerts Sergio García Mikko Korhonen Edoardo Molinari |
| 1997                                   | Royal Aberdeen Golf Club                     | Vlag van Europa                                 |           | Vlag van Verenigd Koninkrijk · Vlag van Ierland | | Sergio García |
| 1996                                   | Woodhall Spa Golf Club                       | Vlag van Europa                                 |           | Vlag van Verenigd Koninkrijk · Vlag van Ierland | Kenneth Ferrie | Sergio García Graeme Storm Mads Vibe-Hastrup |
| 1995                                   | Dunbar Golf Club                             | Vlag van Verenigd Koninkrijk · Vlag van Ierland |           | Vlag van Europa                                 | Luke Donald | Sergio García José Manuel Lara Mads Vibe-Hastrup |
| 1994                                   | Little Aston Golf Club                       | Vlag van Verenigd Koninkrijk · Vlag van Ierland |           | Vlag van Europa                                 | Scott Drummond Alastair Forsyth | Sergio García |
| 1993                                   | Glenbervie Golf Club                         | Vlag van Verenigd Koninkrijk · Vlag van Ierland |           | Vlag van Europa                                 | David Howell Anthony Wall | |
| 1992                                   | Royal Mid-Surrey Golf Club                   | Vlag van Verenigd Koninkrijk · Vlag van Ierland |           | Vlag van Europa                                 | Bryan Davis Stephen Gallacher David Park | Fredrik Jacobson |
| 1991                                   | Montrose Golf Club                           | Vlag van Verenigd Koninkrijk · Vlag van Ierland |           | Vlag van Europa                                 | Bradley Dredge Iain Pyman Lee Westwood | Chris Hanell |
| 1990                                   | Hunstanton Golf Club                         | Vlag van Verenigd Koninkrijk · Vlag van Ierland |           | Vlag van Europa                                 | Lee Westwood | |
| 1989                                   | Nairn Golf Club                              | Vlag van Verenigd Koninkrijk · Vlag van Ierland |           | Vlag van Europa                                 | Raymond Russell | |
| 1988                                   | Formby Golf Club                             | Vlag van Verenigd Koninkrijk · Vlag van Ierland |           | Vlag van Europa                                 | | Pierre Fulke |
| 1987                                   | Kilmarnock (Barassie) Golf Club              | Vlag van Verenigd Koninkrijk · Vlag van Ierland |           | Vlag van Europa                                 | | Peter Hedblom |
| 1986                                   | Seaton Carew Golf Club                       | Vlag van Europa                                 |           | Vlag van Verenigd Koninkrijk · Vlag van Ierland | | Peter Hedblom |
| 1985                                   | Royal Burgess                                | Vlag van Verenigd Koninkrijk · Vlag van Ierland |           | Vlag van Europa                                 | Peter Baker Luke Donald | Thomas Levet Daan Slooter |
| 1984                                   | Royal Porthcawl Golf Club                    | Vlag van Verenigd Koninkrijk · Vlag van Ierland |           | Vlag van Europa                                 | Peter Baker Phillip Price | José María Olazabal |
| 1983                                   | Glenbervie Golf Club                         | Vlag van Verenigd Koninkrijk · Vlag van Ierland |           | Vlag van Europa                                 | Peter Baker | |
| 1982                                   | Burnham & Berrow Golf Club                   | Vlag van Verenigd Koninkrijk · Vlag van Ierland |           | Vlag van Europa                                 | David Gilford Justin Rose | José María Olazabal |
| 1981                                   | Gullane Golf Club                            | Vlag van Verenigd Koninkrijk · Vlag van Ierland |           | Vlag van Europa                                 | | |
| 1980                                   | Formby Golf Club                             | Vlag van Verenigd Koninkrijk · Vlag van Ierland |           | Vlag van Europa                                 | | |
| 1979                                   | Kilmarnock (Barassie) Golf Club              | Vlag van Verenigd Koninkrijk · Vlag van Ierland |           | Vlag van Europa                                 | | |
| 1978                                   | Seaton Carew Golf Club                       | Vlag van Europa                                 | 7 - 6     | Vlag van Verenigd Koninkrijk · Vlag van Ierland | | |
| 1977                                   | Downfield Golf Club                          | Vlag van Europa                                 | 7 - 6     | Vlag van Verenigd Koninkrijk · Vlag van Ierland | | |
| niet gespeeld van 1967 tot en met 1976 |                                              |                                                 |           |                                                 | | |
| 1966                                   | Moortown Golf Club                           | Vlag van Verenigd Koninkrijk · Vlag van Ierland |           | Vlag van Europa                                 | | |
| 1965                                   | Gullane Golf Club, No.1                      | Vlag van Verenigd Koninkrijk · Vlag van Ierland |           | Vlag van Europa                                 | | |
| 1964                                   | Formby Golf Club                             | Vlag van Verenigd Koninkrijk · Vlag van Ierland |           | Vlag van Europa                                 | | |
| 1963                                   | Prestwick Golf Club                          | Vlag van Verenigd Koninkrijk · Vlag van Ierland |           | Vlag van Europa                                 | | |
| 1962                                   | Royal Mid-Surrey Golf Club                   | Vlag van Verenigd Koninkrijk · Vlag van Ierland |           | Vlag van Europa                                 | | |
| 1961                                   | Dalmahoy Country Club                        | Vlag van Verenigd Koninkrijk · Vlag van Ierland |           | Vlag van Europa                                 | | |
| 1960                                   | Olton Golf Club                              | Vlag van Verenigd Koninkrijk · Vlag van Ierland |           | Vlag van Europa                                 | | |
| 1959                                   | Pollok Golf Club                             | Vlag van Verenigd Koninkrijk · Vlag van Ierland |           | Vlag van Europa                                 | | |
| 1958                                   | Moortown Golf Club                           | Vlag van Verenigd Koninkrijk · Vlag van Ierland |           | Vlag van Europa                                 | | |

- Onder 'bekende teamleden' worden vooral bedoeld spelers die later professional zijn geworden.
- Rode namen zijn later professonal geworden, zwarte namen zijn in oktober 2009 nog amateur.